# Aeroporto do Pico
O Aeroporto do Pico (IATA: PIX, ICAO: LPPI) é um aeroporto comercial sito na ilha do Pico, Açores, inaugurado em 1982. Dispõe de uma pista com 1 760 metros de comprimento, em asfalto.

## Desenvolvimento
O aeroporto foi profundamente reestruturado em 2004, com a ampliação da sua pista de 1 520 para 1 760 metros de comprimento, construção de nova placa de estacionamento de aviões, nova aerogare, nova torre de controlo e quartel de bombeiros. Com a ampliação da pista e suas infraestruturas passou a permitir a operação de aviões de médio curso, quando anteriormente servia apenas os voos inter-ilhas. Nele operam actualmente em regime de ligações regulares a SATA Air Açores (ligações inter-ilhas com Ponta Delgada, Terceira e Flores) e SATA Internacional (destino Lisboa). Movimentou 68.337 passageiros em 2013 (33.723 passageiros embarcados, 33.140 desembarcados e 1.474 em trânsito), segundo dados do Serviço Regional de Estatística dos Açores.
O Instituto Nacional de Aviação Civil (INAC) anunciou a 30 de Dezembro de 2004 a certificação do aeroporto da ilha do Pico para receber voos directos do exterior dos Açores. Meses depois, a 21 de Abril de 2005, esta infraestrutura aeroportuária recebeu o seu primeiro voo comercial da TAP Portugal.
No final de 2009, a 27 de Novembro, o Aeroporto da ilha do Pico recebeu o seu primeiro voo comercial nocturno na sequência da conclusão de todo o processo de instalação, certificação e operacionalização do sistema de iluminação da pista, de capital importância para os voos inter-ilhas no Inverno IATA. Esta primeira operação foi realizada pelo voo da SATA Air Açores 652, assegurado por um dos novos aparelhos Dash Q200 da transportadora aérea regional, com 19 passageiros a bordo. O aparelho aterrou às 17h20 efectuando, depois, o voo 433 entre o Pico e Ponta Delgada.
A 28 de Junho de 2010 foi inaugurado o novo armazém de material de placa. No ano seguinte, a 24 de Julho de 2011, pela primeira vez um Airbus 320 da TAP, com o nome de Luis de Freitas Branco, reabasteceu de combustível (Jet A1) no aeroporto do Pico, fruto da conclusão das obras e certificação do parque de combustíveis junto ao porto de São Roque do Pico, que vieram permitir a disponibilização desse serviço. Aguarda-se ainda pelo término da implementação do Sistema de ajuda à navegação ILS.

## Informações, frequências e ajudas rádio à navegação
- Pista: 1800x45 m

Frequência ID Tipo Notas
- 122,7 MHz AFIS COM ---
- 131,5 MHz --- FSS Operações SATA
- 420 kHz PI NDB

| Companhia Aérea | Destinos             |
| Azores Airlines | Lisboa               |
| SATA Air Açores | Terceira, São Miguel |

### Aeroporto do Pico complementa Aeroporto da Horta
A ampliação e modernização do Aeroporto do Pico veio complementar a infra-estrutura aeroportuária do Horta, beneficiando do ponto de vista económico e social todas as Ilhas do Triângulo (Faial, Pico e São Jorge) - que constituem uma importante sub-região dos Açores.
Novas regras aeronáuticas vieram impor complementaridade entre o Aeroporto da Horta e o Aeroporto do Pico. Em caso de impossibilidade de operar num dos referidos aeroportos devido a condições meteorológicas adversas, a companhia aérea portuguesa de serviço público (SATA) tem indicações para operar no aeroporto da ilha vizinha se existirem condições meteorológicas para tal.
Em caso de futura ampliação da pista do Aeroporto do Pico para vir a possibilitar voos charter de longo curso com a América do Norte, a topografia expansível do Aeroporto do Pico torna-o num dos aeroportos açorianos mais adequados para tal, quer em termos de custos, quer em termos da sua centralidade nas ilhas do Triângulo Açoriano.

## Estatísticas
Ver a consulta original do Wikidata.

## Cronologia Aeroporto do Pico
1946 - efectuados os primeiros estudos relativos à construção de uma pista de aviação na ilha do Pico.
1976 (5 de Maio) - início (por iniciativa do exército português) das obras do Aeroporto do Pico que acabam por ser concluídas mais tarde pelo Governo Regional do Açores.
1982 (25 de Abril) - inauguração do Aeródromo do Pico pelo Governo Regional dos Açores, apresentando na
altura 1200 metros de comprimento.
1990 - melhoramentos em vários aeroportos da região incluindo o do Pico para operação dos aviões ATP (SATA Air Açores), de forma a melhorar a operacionalidade deste tipo de aeronave. O aeroporto passou a dispor de uma pista com 1520 metros de comprimento por 30 de largura.
2002 (Outuno) - nova intervenção desta feita com o objectivo de permitir a operação de aeronaves de médio curso, possibilitando assim, ligações directas com o continente português. Esta ampliação não se ficou apenas pelo aumento da pista para um comprimento máximo utilizável de 1745 metros de comprimento e 45 metros de largura. O PCN (Paviment Clasification Number) da pista é 80 F/B/X/T. O projeto incluiu também uma nova aerogare, placa de estacionamento, torre de controlo, serviço de socorro e combate a incêndios, armazém de material de placa e armazém de cargas.
2004 (30 Dezembro) - o Instituto Nacional de Aviação Civil (INAC) anunciou a certificação do aeroporto da ilha do Pico para receber voos directos do exterior dos Açores.
2005 (20 de Abril) - a TAP inaugura a operação regular de voos semanais entre o continente e a ilha do Pico.
2005 (24 de Novembro) - constituída a SATA Gestão de Aeródromos, empresa do Grupo SATA responsável pela gestão das infraestruturas do Aeroporto do Pico.
2006 (25 de Maio) - início da utilização da nova aerogare. A nova aerogare ocupa cerca de seis mil metros quadrados, está dimensionada para servir simultaneamente 3 A310 (capacidade máxima de placa de estacionamento) e custou 7,3 milhões de euros.
2007 - rota Lisboa-Pico-Terceira-Lisboa passa a contar com duas frequências semanais nos meses de Julho e Agosto.
2007 (4 de Junho) - pela primeira vez, por motivos meteorológicos (nevoeiro no aeroporto da Horta) a TAP desvia o voo para o Aeroporto do Pico, demonstrando a complementaridade de ambos os aeroportos.
2008 (Fevereiro) - novas OSP (Obrigações de Serviço Público) são aprovadas e vieram impor complementaridade entre o Aeroporto da Horta e o Aeroporto do Pico. Em caso de impossibilidade de operar num dos referidos aeroportos devido a condições meteorológicas adversas, as companhias aéreas portuguesas de serviço público (SATA e TAP) têm indicações para operar no aeroporto da ilha vizinha se existirem condições meteorológicas para tal.
2008 (23 de Julho) - adjudicada a instalação do sistema ILS no Aeroporto do Pico.
2009 (15 de Junho) - adjudicada 2ª movimentação de terras para a instalação do ILS no Pico.
2009 (27 de Novembro) - Aeroporto do Pico recebeu o seu primeiro voo comercial nocturno.
2010 (15 de Fevereiro) - primeiro voo de um Dash Q400 da SATA ao Aeroporto do Pico (voo de treino).
2010 (19 de Fevereiro) - 1º voo comercial TAP direto do Pico para Lisboa (sem escala na Terceira e sem reabastecimento).
2010 (28 de Junho) - inauguração do armazém de material de placa do Aeroporto do Pico.
2011 (24 de Julho) - pela primeira vez um Airbus 320 da TAP ,com o nome de Luis de Freitas Branco, reabastece de combustível no aeroporto do Pico, numa fase final de testes.
2011 (3 de Outubro) - inauguração do armazém de carga, no Aeroporto do Pico.
2012 (9 de Fevereiro) - o Aeroporto do Pico passa a disponibilizar combustível JET A1 para reabastecimento de aeronaves.
2013 - a rota Lisboa-Pico-Lisboa passou a ser direta (sem escala na ilha Terceira) no percurso Pico-Lisboa de Junho a Setembro, contando com uma segunda frequência (também direta) durante os meses de Julho e Agosto.
2014 (18 Julho) - criadas as novas obrigações de serviço público (OSP) de voos entre os Açores e o Continente Português, as quais entram em vigor a partir de 29 de março de 2015. A rota Lisboa / Pico / Lisboa passa a dispor de 2 frequências semanais durante todo o ano, com possibilidade de combinação com a rota Lisboa / Terceira / Lisboa.
2014 (Julho) - TAP Portugal lança novas frequências nos sistemas de reserva online, com a novidade de os voos serem diretos (Lisboa / Pico / Lisboa) de Abril a Outubro.
2015 (16 de Fevereiro) - devido ao nevoeiro que afetou grande parte dos aeroportos dos Açores, o aeroporto do Pico bate o recorde de aeronaves comerciais estacionadas (4: uma aeronave da TAP, dois Dash Q400 e um Dash Q200 da SATA Air Açores). O 3 aviões Dash pernoitaram.
2015 (Março) - através dos seus sistemas de reserva, a SATA Internacional deu a conhecer a sua operação para o aeroporto do Pico, cumprindo os serviços mínimos das novas OSP. A SATA Internacional irá, a partir de 30 de Março de 2015, passar a operar 2 frequências semanais Lisboa / Pico / Terceira / Lisboa (2ª feira e Sábados), sempre com escala na ilha Terceira. Os voos serão efectuados com aeronaves A320 (as únicas da SATA Internacional com possibilidade de operar no aeroporto do Pico) com o voo a chegar de Lisboa pelas 16h30. Alguns voos extra em épocas festivas estão já programados com chegada de Lisboa pelas 9h40, também estes circulares com a Terceira.
2015 (28 de Março) - última escala de uma aeronave da TAP Portugal (CS-TNK / Airbus A320-214) no aeroporto do Pico, uma vez que a SATA Internacional irá substituir a TAP Portugal no cumprimentos das novas OSP de voos entre os Açores e o Continente Português. Tratou-se de um voo Lisboa / Pico / Terceira / Lisboa. No dia anterior (27 de Março) realizou-se o último voo direto Lisboa / Pico / Lisboa (voo extra - Páscoa).
2015 (30 de Março) - primeira escala de uma aeronave da SATA Internacional (CS-TKO - Diáspora / Airbus A320-214) no aeroporto do Pico, substituindo a TAP Portugal no cumprimentos das novas OSP de voos entre os Açores e o Continente Português. Tratou-se de um voo Lisboa / Pico / Terceira / Lisboa.
2015 (29 de Abril) - primeira escala de uma aeronave da SATA Internacional (CS-TKJ - Pico / Airbus A320-214) utilizando o aeroporto do Pico como alternante ao aeroporto da Horta devido ao nevoeiro que impossibilitou a operação no aeroporto Faialense.
2015 (12 de Setembro) - primeiro voo internacional do Pico para fora do espaço Schengen. Voo GAL 58634 Pico - Montreal (Canadá).
2015 (5 de Outubro) - operador turístico TUI, a maior companhia a nível mundial na área do lazer, viagens e turismo, anuncia voo semanal verão IATA 2016 entre a cidade de Amesterdão, na Holanda, e a ilha do Pico.
2015 (14 de Outubro) - Governo dos Açores estimou nesta data que o processo de certificação do sistema ILS (Instrument Landing System) no aeroporto do Pico esteja concluído até ao final do primeiro trimestre de 2016.
2015 (25 de Outubro) - SATA Air Açores realiza primeiro voo nocturno regular. SP439 - Pico/Ponta Delgada - 19h05.
2016 (26 de Março) - O novo A320 da Azores Airlines (CS-TKQ) teve como destino o Pico no seu voo primeiro voo comercial ao serviço da companhia.
"2016 (25 de Abril)" - No dia em que completou o seu 34º aniversário, o Aeroporto do Pico recebeu o seu primeiro voo charter comercial internacional, com o início da operação da TUI/Arkefly em Boeing 737-800 com voos semanais Amesterdão-Pico-Ponta Delgada-Amesterdão (voos OR 693 e OR 694) até 26 de Setembro. Este voo inaugural foi realizado pela aeronave de matrícula PH-TFC, tendo desembarcado no Pico 57 passageiros do total de 183 (restantes desembarcaram em Ponta Delgada).
"2016 (5 de Julho)" - Recorde no número de aeronaves em serviço no Aeroporto do Pico num único dia, num total de 11 aeronaves (22 movimentos), devido ao nevoeiro no vizinho Aeroporto da Horta. Para  além dos habituais 3 voos da SATA Air Açores para o Pico (2 voos Dash400 para São Miguel e 1 para Terceira), outros 6 voos inter-ilhas da Horta (1 Dash200 e 5 Dash400) e 2 voos de Lisboa da SATA Azores  Airlines (A320).
"2016 (7 de Setembro)" - Lançamento da Petição ‘Pelo aumento das condições de operacionalidade do Aeroporto da ilha do Pico’ que pede aos órgãos de governo próprio da Região Autónoma dos Açores que envidem todos os esforços para dotar o Aeroporto da ilha do Pico com mais e melhores condições de operacionalidade, nomeadamente:1) Que o comprimento da pista seja aumentado, de forma assegurar a operação sem limitações de payload para as aeronaves das famílias Airbus A320 e Boeing 737;2) Que a pista seja ranhurada (implementação de grooving) em toda a sua extensão, de forma a minorar os efeitos adversos para as aterragens provocados pela chuva que frequentemente cai sobre o território açoriano.
"2016 (Outubro)" - Aeroporto do Pico conta pela primeira vez com 4 ligações semanais com Ponta Delgada no Inverno IATA.2016 (Novembro) - Aeroporto do Pico ultrapassa, pela primeira vez na sua história, os 100.000 passageiros movimentados num ano.
"2016 (2 de Dezembro)" - Presidente do Grupo SATA anuncia 4 voos diretos semanais (no mínimo) entre Lisboa e o Pico nos meses de Junho, Julho e Agosto de 2018 devido ao crescimento sustentado que a rota do Pico tem registado.Em 2017, de abril a outubro, as ligações entre Lisboa e o Pico serão todas elas diretas, sem escala na ilha Terceira, à segunda, quarta e ao sábado.
"2017 (10 de Janeiro)" - Balanço de 2016: Aeroporto do Pico chegou aos 123.326 passageiros (+ 33.115, que em 2015), ultrapassando em muito a barreira dos 100.000, a que chegou pela primeira vez na sua história. Desembarcaram 59.363 passageiros, embarcaram 60.086 e estiveram em trânsito 3.877. A destacar o aumento de 16.349 para 30.386 (+ 46,2%), nos voos de Lisboa e também o aumento de 70.811 para 87.750 (+ 19%) nos voos inter-ilhas. O Aeroporto do Pico foi o que mais cresceu percentualmente em 2016 na região (37%, contando embarques e desembarques).
"2017 (11 de Janeiro)" - Salvo raras exceções, desde 9 de Janeiro de 2017 que os 2 voos semanais entre o Pico e Lisboa no Inverno IATA deixam de incluir escala na ilha Terceira, aumentando o número de lugares disponíveis e reduzindo o tempo de viagem. 
"2017 (25 de Abril)" - Aeroporto do Pico completa o seu 35º aniversário.
"2017 (22 de Julho)" - Petição ‘Pelo aumento das condições de operacionalidade do Aeroporto da ilha do Pico’ foi submetida à ALRA por via eletrónica com número simbólico de 2351 assinaturas (tantas quanto a altura da Montanha do Pico - 2351 metros), recolhidas online e em papel. A submissão foi feita pelos 3 primeiros subscritores (Ivo Sousa, Bruno Rodrigues e Luis Ferreira) no Aeroporto do Pico e contou com a presença dos 3 Presidentes de Câmara, ACIP e Deputados Regionais eleitos pelo Pico, para além de vários populares.
"2017 (25 de Setembro)" - SATA lança concurso para obras na pista do Aeroporto do Pico (Grooving). Esta empreendimento, o qual corresponde a ranhurar a pista numa orientação perpendicular ao eixo da pista, irá melhorar as condições de aderência e de escoamento das águas superficiais da pista.
"2017 (Novembro)" - Aeroporto do Pico ultrapassa, pela segunda vez na sua história (primeira vez em 2016), os 100.000 passageiros movimentados num ano. 
"2017 (8 de Novembro)" - a Comissão Permanente de Economia, da Assembleia Legislativa da Região Autónoma dos Açores, reuniu na ilha do Pico com um único objetivo: fazer a audição de diversas personalidades sobre a petição "Pelo aumento das condições de operacionalidade do Aeroporto da ilha do Pico".Foram ouvidos os peticionários, o representante de "Pico Airways", o presidente da Associação Comercial e Industrial da ilha do Pico (ACIP), a Associação dos Municípios da ilha do Pico (AMIP) — representada pelos três presidentes de câmara dos respetivos concelhos da ilha montanha — e ainda o eng. António Cansado, antigo presidente da SATA. Todos estes intervenientes foram unânimes em considerar fundamental aumentar a operacionalidade do Aeroporto do Pico através do respetivo aumento da pista, bem como salientaram que este aeroporto é o mais central do "Triângulo".
"2017 (14 de Novembro)" - aeronave efetua flight check para a certificação do ILS do Aeroporto do Pico. Caso o procedimento tenha desfecho positivo, estima-se a certificação e inicio de operação do ILS nos próximos 3 meses.
"2017 (20 de Dezembro)" - secretária regional dos Transportes e Obras Públicas, Ana Cunha, confirma À agência Lusa que a empreitada de execução do "grooving" na pista do Aeroporto do Pico foi adjudicada e inicia-se em Fevereiro, tendo um prazo de execução de 90 dias. Segundo fonte da Sata Gestão de Aeródromos, a empreitada não irá afetar a operação regular de aeronaves no Aeroporto do Pico.
"2018 (25 de Janeiro)" - Balanço de 2017: Aeroporto do Pico chegou aos 121.811 passageiros, ultrapassando em muito a barreira dos 100.000 pela segunda vez na sua história. Desembarcaram 59.934 passageiros, embarcaram 61.199 e estiveram em trânsito 678. O Aeroporto do Pico foi o que menos cresceu percentualmente em 2017 na região (1,4%), muito devido à diminuição de oferta de lugares no Verão IATA pelas empresas do Grupo SATA (Air Açores e Azores Airlines) e pela supressão da operação da TUI.
"2018 (27 de Janeiro)" - Presidente do Grupo SATA anuncia 4 voos diretos semanais entre Lisboa e o Pico entre 14 de Junho e 30 Agosto de 2018 devido ao crescimento sustentado que a rota do Pico tem registado, cumprindo assim o que tinha estabelecido a 2 Dezembro de 2016. Atualmente todos os voos planeados Lisboa/Pico/Lisboa são diretos em ambos os sentidos, prevendo-se duas frequências semanais durante o inverno, três ligações por semana em abril, maio, setembro e outubro, e quatro rotações semanais nos meses de junho, julho e agosto. Paulo Menezes anunciou também o reforço das ligações inter-ilhas no Verão IATA, sem detalhes para já.
"2018 (2 de Abril)" - Pela primeira vez o Aeroporto do Pico recebeu dois voos de horário Lisboa-Pico-Lisboa. Para além do voo de horário, a Azores Airlines realizou um voo extra numa altura de festividades da Páscoa.
"2018 (3 de Abril)" - Consignação da empreitada de construção do sistema de "grooving". A obra adjudicada à empresa Tecnovia terá uma duração de 3 meses e decorrerá sobretudo em período nocturno de modo a não perturbar o normal funcionamento do Aeroporto. O Presidente do Governo Regional dos Açores (Vasco Cordeiro) presidiu a esta cerimónia.
"2018 (4 de Abril)" - Aeroporto do Pico vai ter plataforma elevatória para o embarque e desembarque de passageiros com mobilidade reduzida. A novidade foi avançada pelo governo na reunião com o Conselho de Ilha do Pico. A aquisição avança ainda este ano.
"2018 (19 de Abril)" - Apresentada e debatida na Assembleia Legislativa da Região Autónoma dos Açores a Petição n.º 13/XI - "Pelo aumento das condições de operacionalidade do aeroporto da ilha do Pico", apresentada por Ivo Luís de la Cerda Garcia e Sousa, na qualidade de primeiro subscritor.